# William Heberden
William Heberden (Londra, 13 agosto 1710 – Londra, 17 maggio 1801) è stato un medico e patologo inglese.

## Biografia
Si deve a lui la prima descrizione dell'Angina pectoris e del prae- e post-ischaemic preconditionning nel (1768);  Nel capitolo sul dolor cordis dei suoi "Commentaries on the history and cure of diseases" (ed. inglese, London 1806 p. 362-4) crea il termine angina pectoris e descrive un suo paziente affetto da angina pectoris che ha ridotto la frequenza cardiaca e l'intensità delle sue crisi dopo aver iniziato a segare legna per mezz'ora ogni giorno (il che corrisponde sia al prae che al post-ischaemic conditioning), oggi tornato di moda in cardiologia invasiva. Fu membro della Royal Society.

## Opere
Tra le sue opere pubblicate vi sono, anche, studi sulla inefficacia della teriaca (1745), sulla varicella (1767), e la prima descrizione dei noduli di Heberden.
Il suo Commentarii de morborum historia et curatione è stato pubblicato nel 1802 e tradotto in inglese l'anno successivo, presumibilmente dal figlio William Heberden (1767-1845), che sarebbe anche diventato anch'egli un famoso medico inglese.